# Palladium(II,IV)-fluorid
Palladium(II,IV)-fluorid ist eine anorganische chemische Verbindung des Palladiums aus der Gruppe der Fluoride.

## Gewinnung und Darstellung
Palladium(II,IV)-fluorid kann durch Reaktion von Palladium mit Chlor zu Palladium(II,IV)-chlorid und der anschließende Verdrängung des Chlors durch Fluor bei 200 bis 250 °C gewonnen werden.
{\displaystyle \mathrm {2\ Pd+3\ F_{2}\longrightarrow 2\ PdF_{3}} }

## Eigenschaften
Palladium(II,IV)-fluorid ist ein schwarzer, rhombischer Feststoff, der von Wasser hydrolysiert wird. Er ist löslich in Säuren und Laugen und wird von Wasserstoff bei Raumtemperatur unter Feuererscheinung zum Metall reduziert. Er besitzt eine rhomboedrisch verzerrte Kristallstruktur vom Rhenium(VI)-oxid-Typ.